# Kupea electilis
Kupea electilis är en fjärilsart som beskrevs av Alfred Philpott 1930. Kupea electilis ingår i släktet Kupea och familjen Crambidae. Inga underarter finns listade i Catalogue of Life.